# Troll Factory
Troll Factory（トロール・ファクトリー）とは、フィンランドの国営放送であるYLEが作成した、インターネット上の荒らしになりきることができるコンピュータゲームである。

## 概要
インターネットの発達により情報網が増え、ソーシャルメディアを通して誰でも情報を発信することができるようになった一方、フェイクニュースというマイナスの側面も生まれた。そんな中、私たちには、正しい情報と虚偽の情報を見分ける力が求められる。そこで、このゲームが開発された。
「Troll」、「Factory」はそれぞれ「荒らし」、「工場」という意味を持ち、ロシアで実際にフェイクニュースを発信していたウェブサイトの名前に由来する。
ゲーム内での1週間分の仕事を終えると、自分のランク、および作成した偽記事がどれだけシェア、フォローされたかが表示される。また、この結果を受けて、荒らしが多くの人に影響を与える手口が解説される。